# Västra arméfördelningen (1928–1936)
Västra arméfördelningen var en arméfördelning inom svenska armén som verkade åren 1928–1936. Förbandsledningen var förlagd i Skövde garnison i Skövde.

## Historik
Genom försvarsbeslutet 1925 blev samtliga truppförband inom armén från den 1 januari 1928 garnisonerade, det vill säga med allt befäl i ständig tjänstgöring. Trupperna sammanfördes i fyra arméfördelningar samt Övre Norrlands trupper och Gotlands trupper, vilka samtliga var indelade i ett geografiskt område. Genom försvarsbeslutet 1936 infördes en ny ledningsorganisation, där Västra arméfördelningen ersattes den 1 januari 1937 av III. arméfördelningen.

## Verksamhet
En arméfördelning bestod i regel av fyra infanteriregementen, ett kavalleriregemente, ett artilleriregemente. och en trängkår, samt i vissa fall truppförband ur artilleriet, ingenjör- och intendenturtrupperna. Inom respektive arméfördelning fanns ett militärområde, vilket leddes av en militärområdesbefälhavare. Militärområdesbefälhavaren var territoriell chef, men underställd chefen för arméfördelningen.

## Ingående enheter
- Skaraborgs regemente (I 9)
- Älvsborgs regemente (I 15)
- Bohusläns regemente (I 17)
- Värmlands regemente (I 22)
- Livregementets husarer (K 3)
- Göta artilleriregemente (A 2)
- Karlsborgs artilleriregemente (A 9)
- Göta trängkår (T 2)
- Andra intendenturkompaniet (Int 2)

## Förläggningar och övningsplatser
Staben samt förbandsledningen för Västra arméfördelningen var förlagd till Skolgatan 10 i Skövde, en adress som sedan 1885 hade hyst olika högre regionala staber.

## Förbandschefer

### Arméfördelningschefer
- 1928–1932: John Nauckhoff
- 1932–1936: Lennart Lilliehöök

### Brigadchefer
- 1928–193?: A. H. E. Ankarcrona
- 193?–1936: ???

## Namn, beteckning och förläggningsort
| Västra arméfördelningen | 1928-01-01 | – | 1936-12-31 |

| Skövde garnison (F) | 1928-01-01 | – | 1936-12-31 |